# Tòa soạn báo
Tòa soạn báo (tiếng Anh: editorial department hay newsroom) là nơi sản xuất và phát hành báo chí.
Trong tòa soạn có nhiều cấp bậc, chức vụ đảm nhận những nhiệm vụ khác nhau từ tổng biên tập, thư ký tòa soạn, biên tập viên, phóng viên cho đến bộ phận thương mại phụ trách in ấn và phát hành.

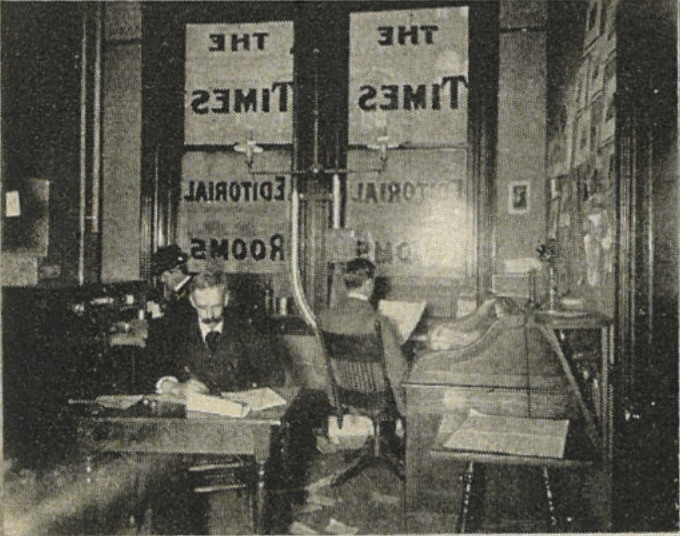
Tòa soạn báo Daily Times năm 1900

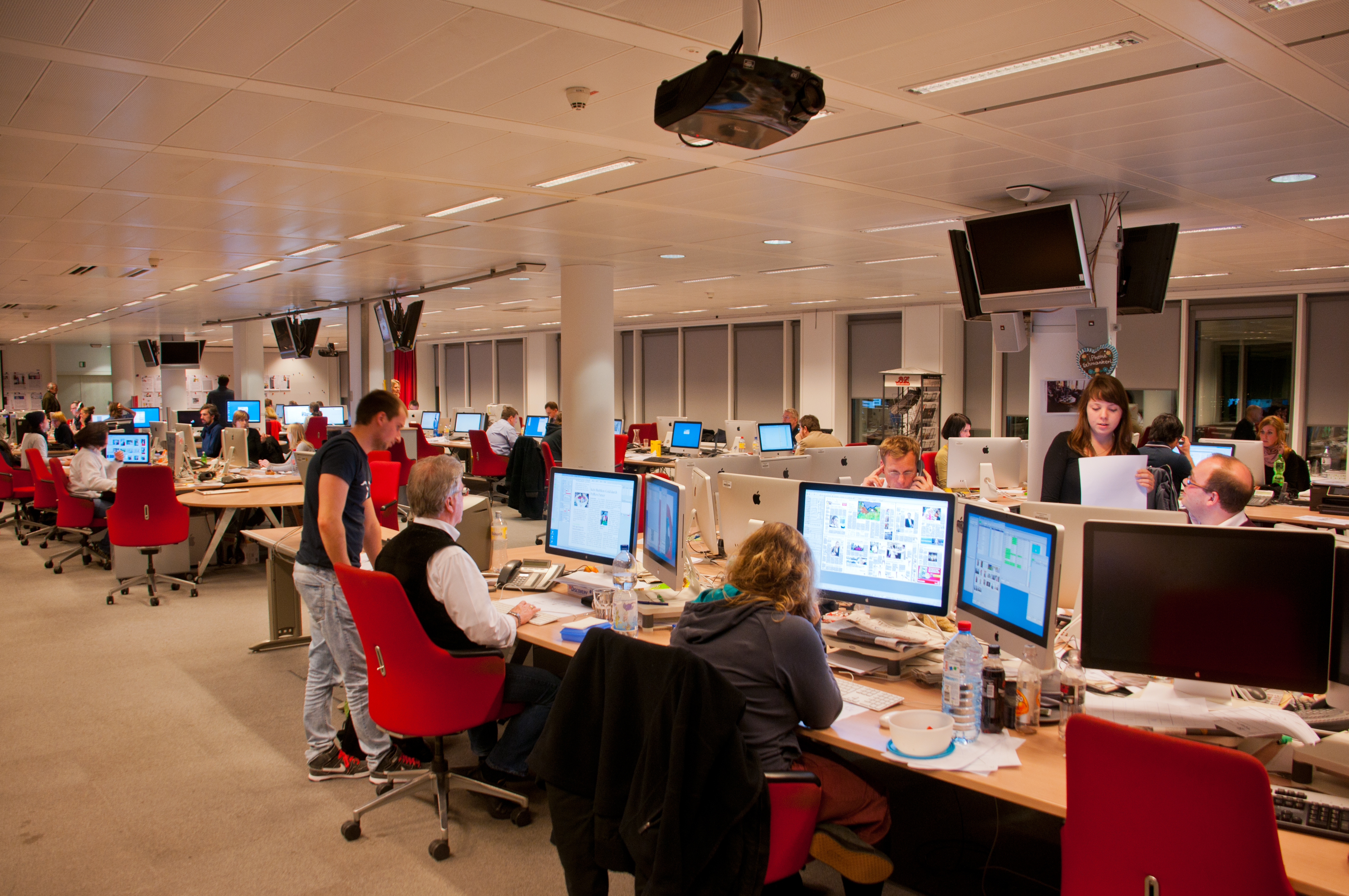
Tòa soạn hãng thông tấn Axel Springer tại Đức